# Rząd lorda Greya

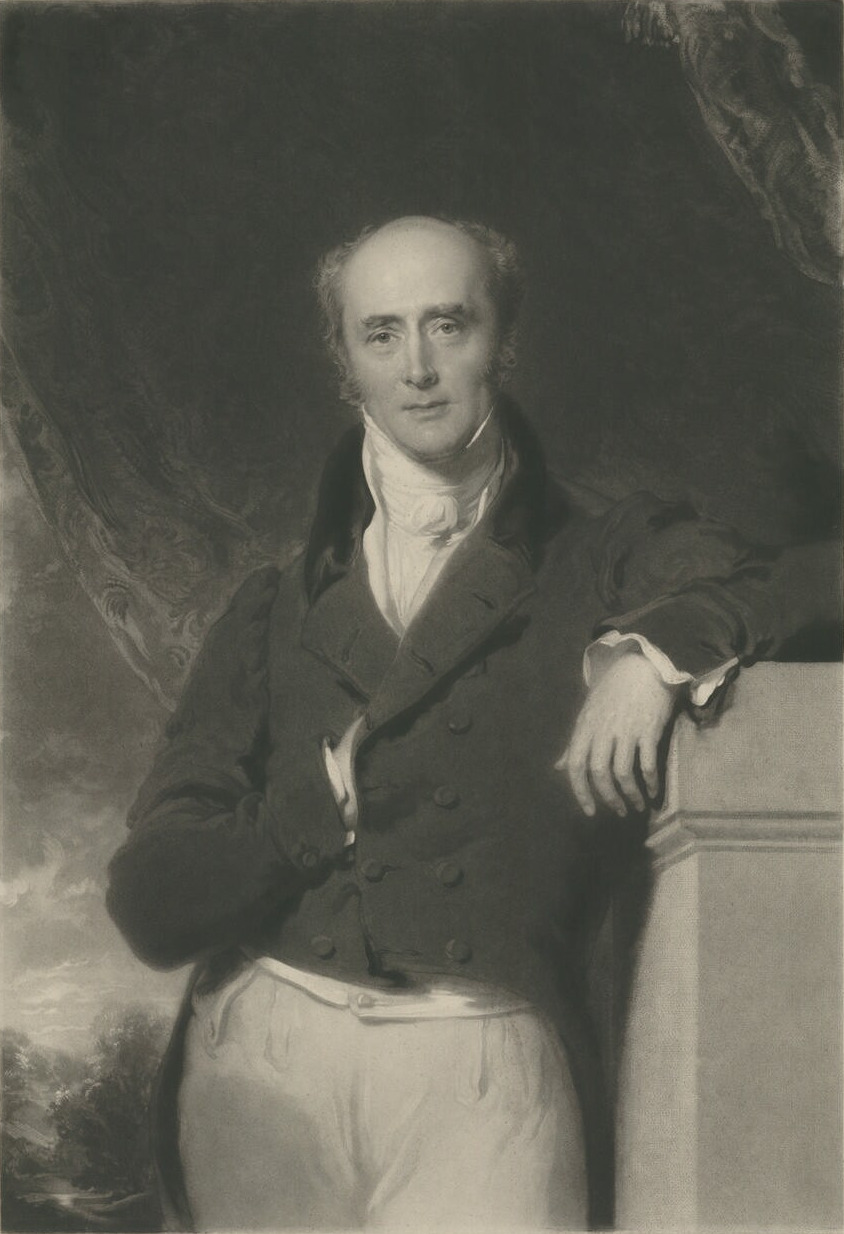
Hrabia Grey, premier, pierwszy lord skarbu, przewodniczący Izby Lordów

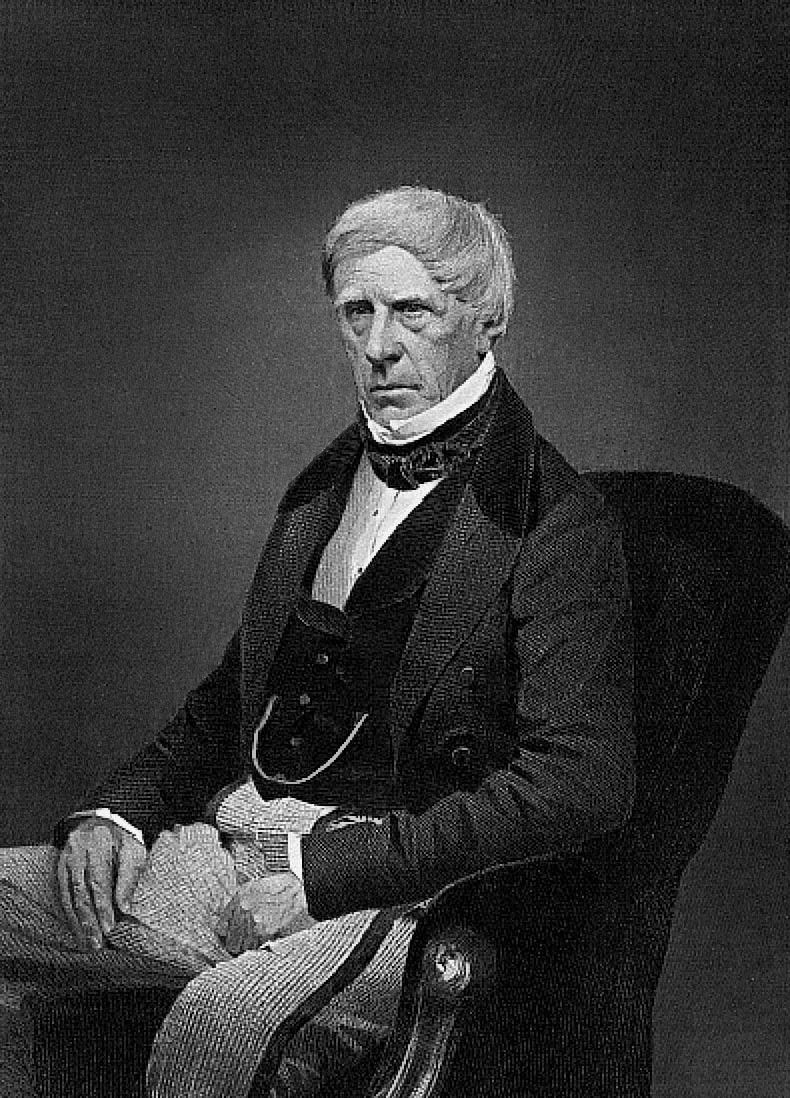
Baron Brougham i Vaux, lord kanclerz

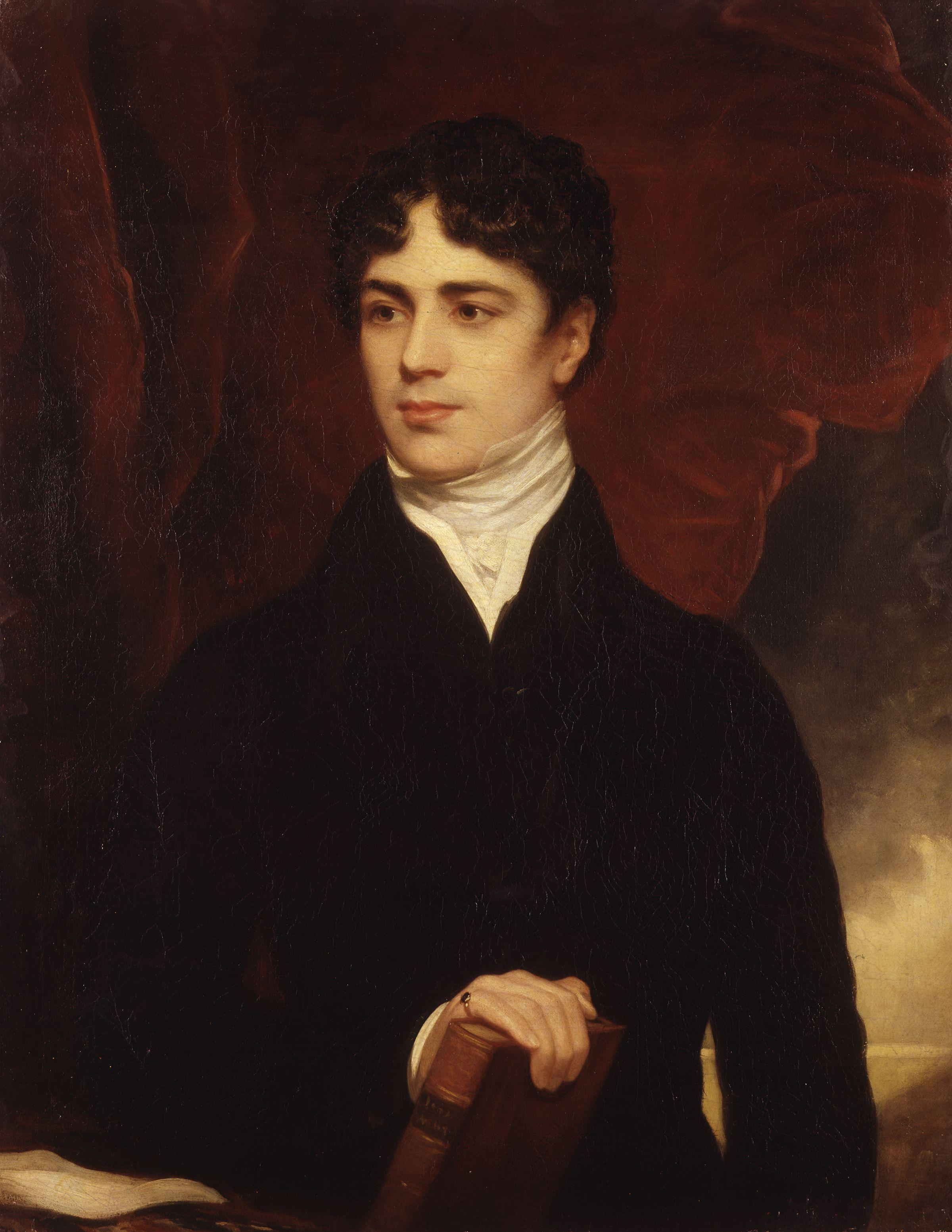
Hrabia Durham, lord tajnej pieczęci

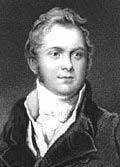
Hrabia Ripon, minister wojny i kolonii, lord tajnej pieczęci

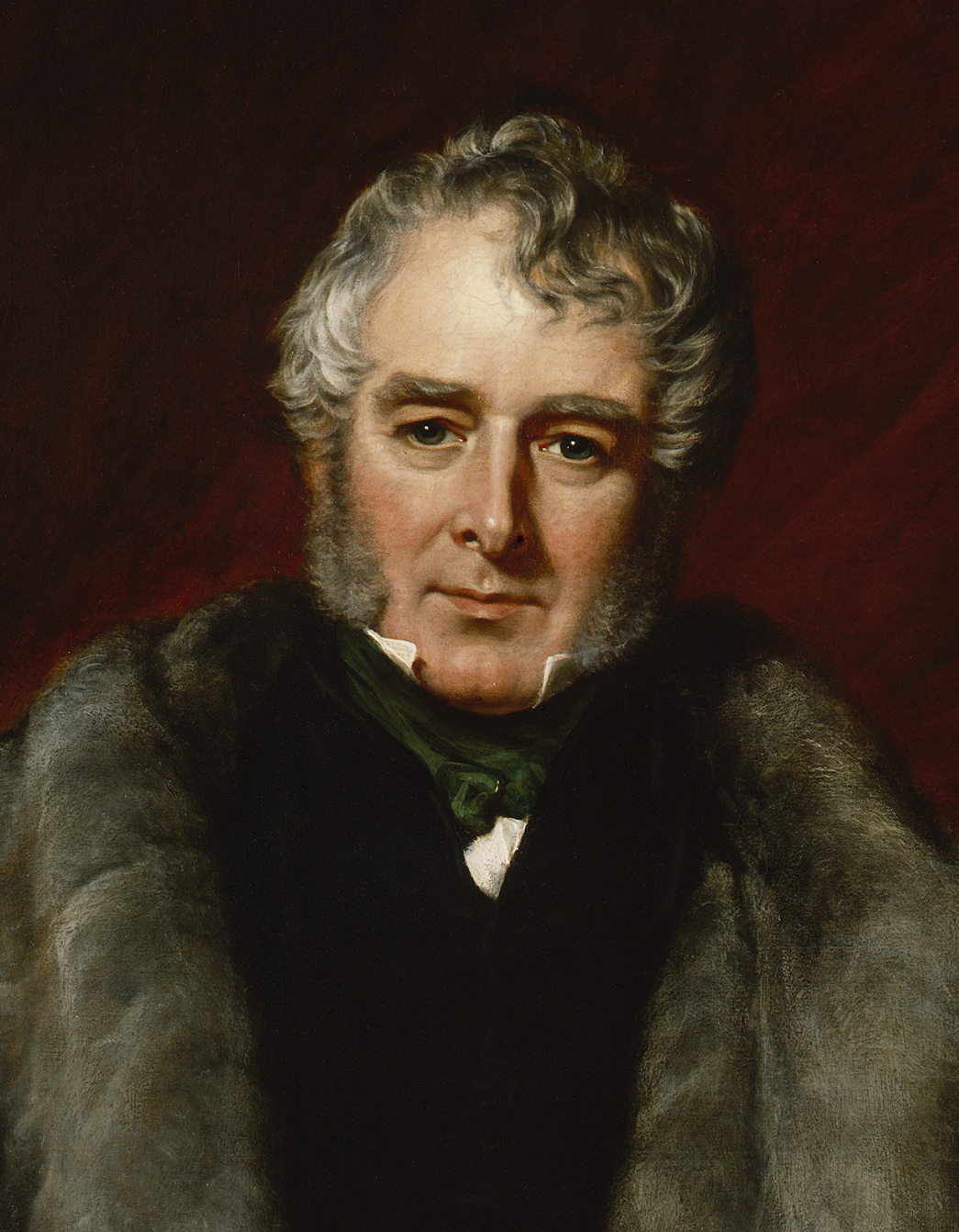
Wicehrabia Melbourne, minister spraw wewnętrznych

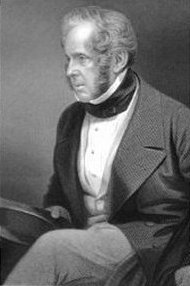
Wicehrabia Palmerston, minister spraw zagranicznych

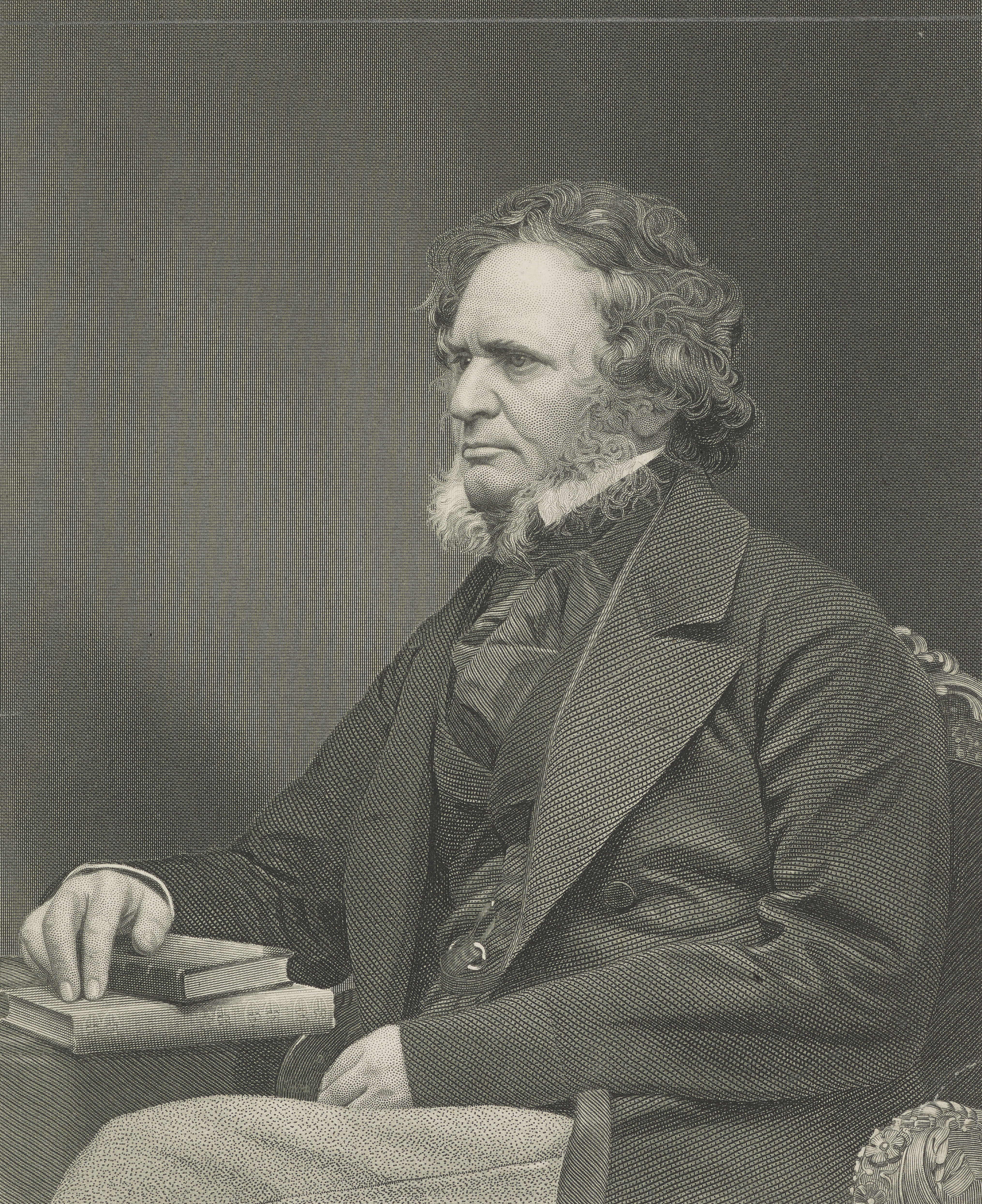
Edward Stanley, główny sekretarz Irlandii, minister wojny i kolonii

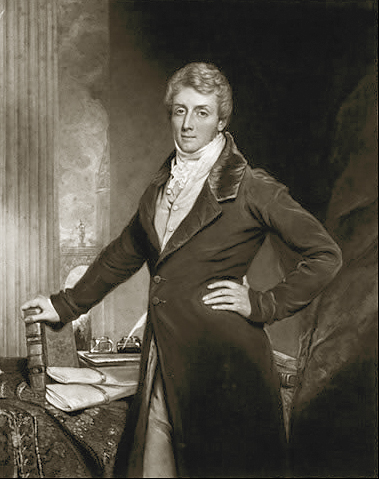
Charles Grant, przewodniczący Rady Kontroli

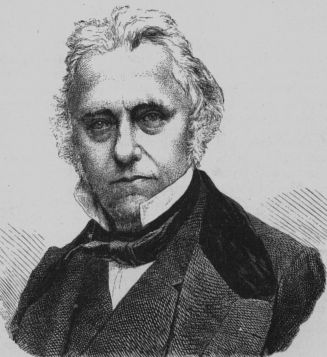
Thomas Macaulay, sekretarz Rady Kontroli

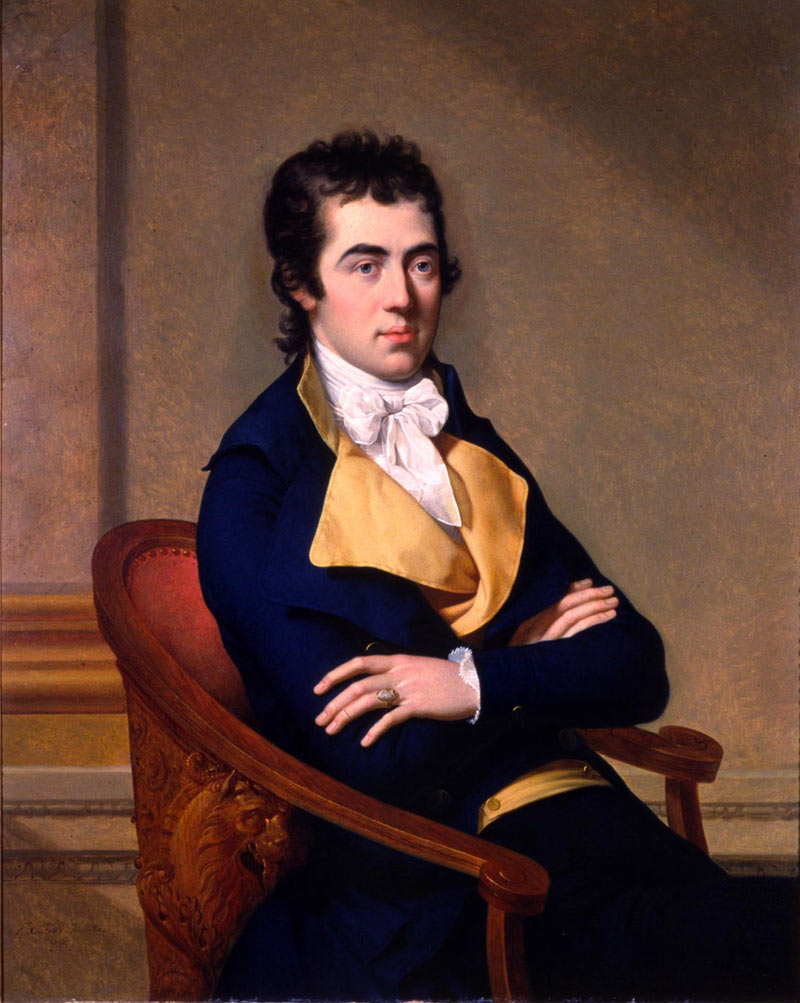
Baron Holland, kanclerz Księstwa Lancaster

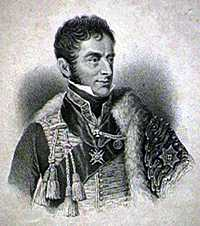
Markiz Anglesey, lord namiestnik Irlandii

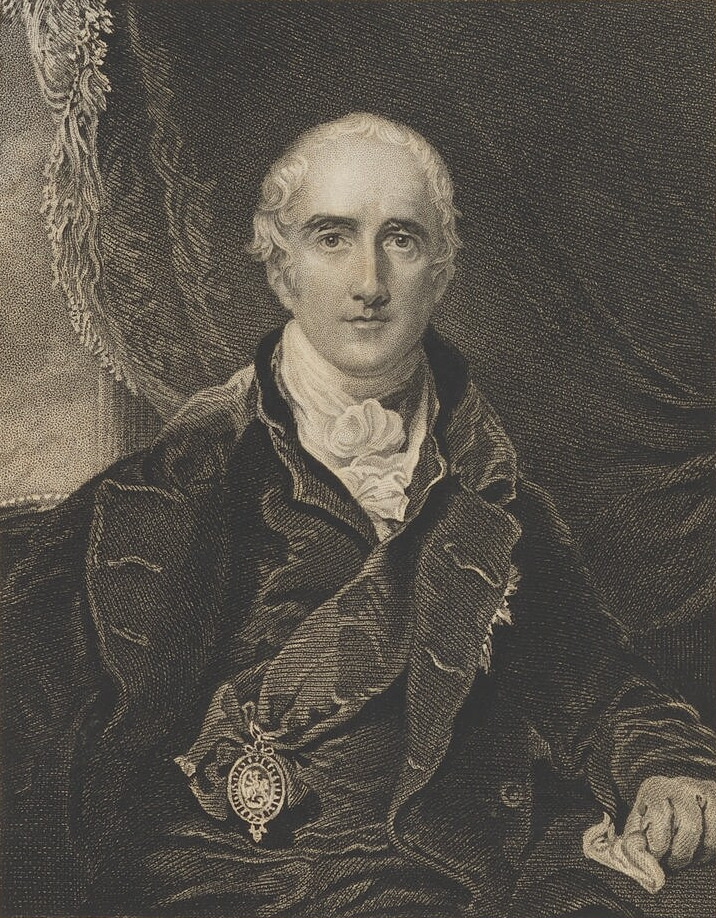
Markiz Wellesley, lord steward, lord namiestnik Irlandii

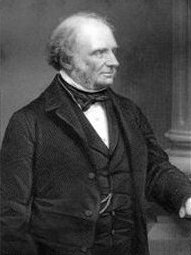
Lord John Russell, Paymaster-General

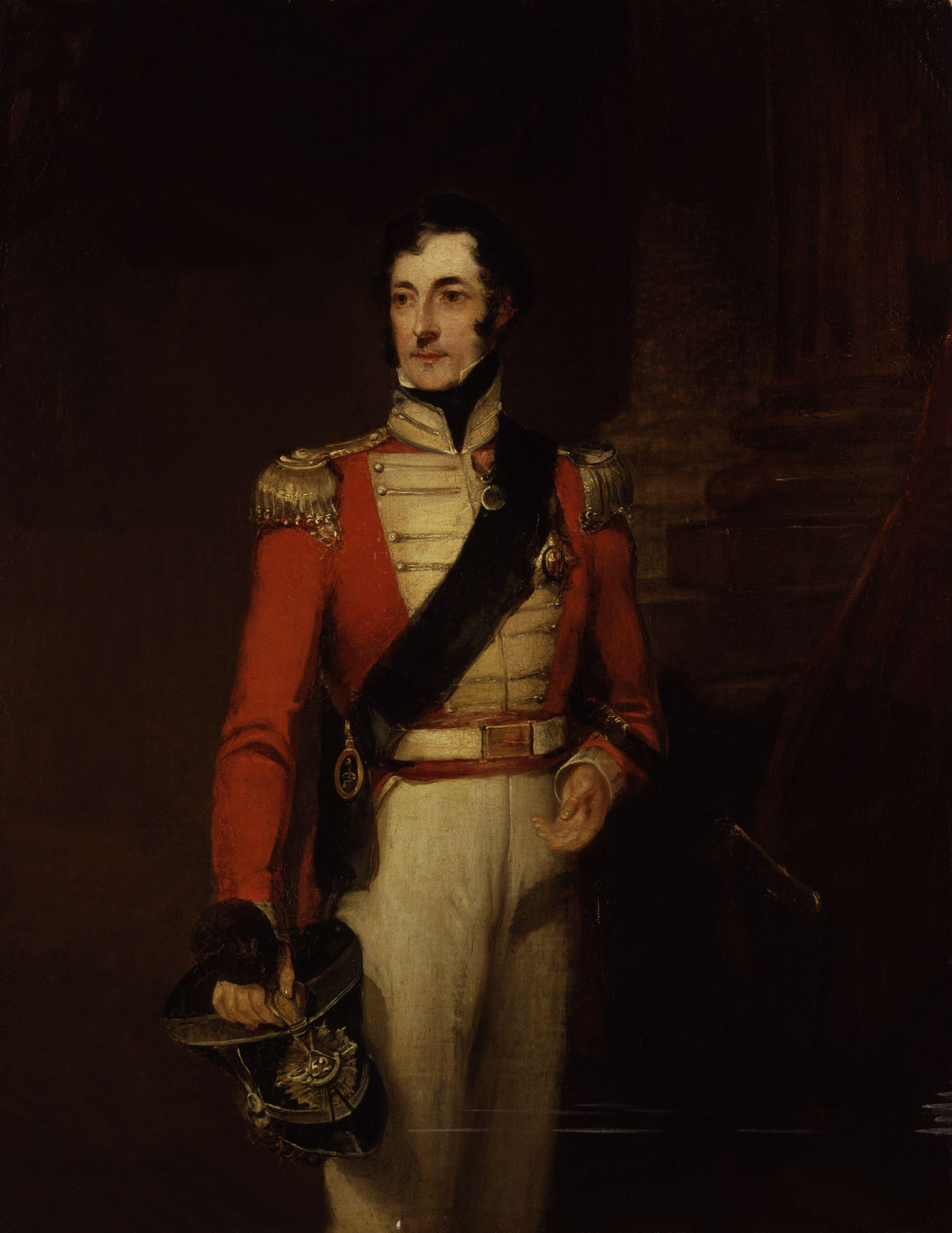
Książę Richmond, poczmistrz generalny

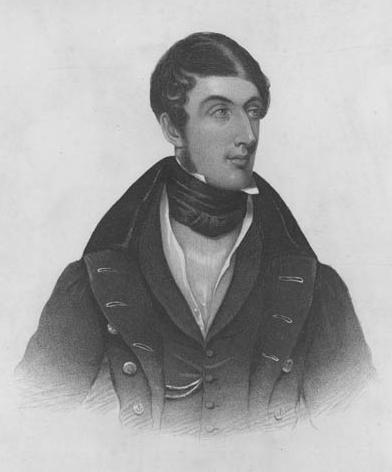
Charles Thomson, Skarbnik Floty, wiceprzewodniczący Zarządu Handlu, przewodniczący Zarządu Handlu

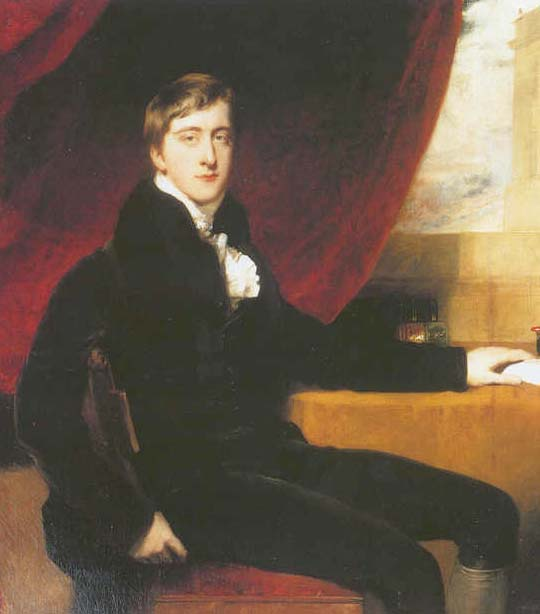
Książę Devonshire, lord szambelan

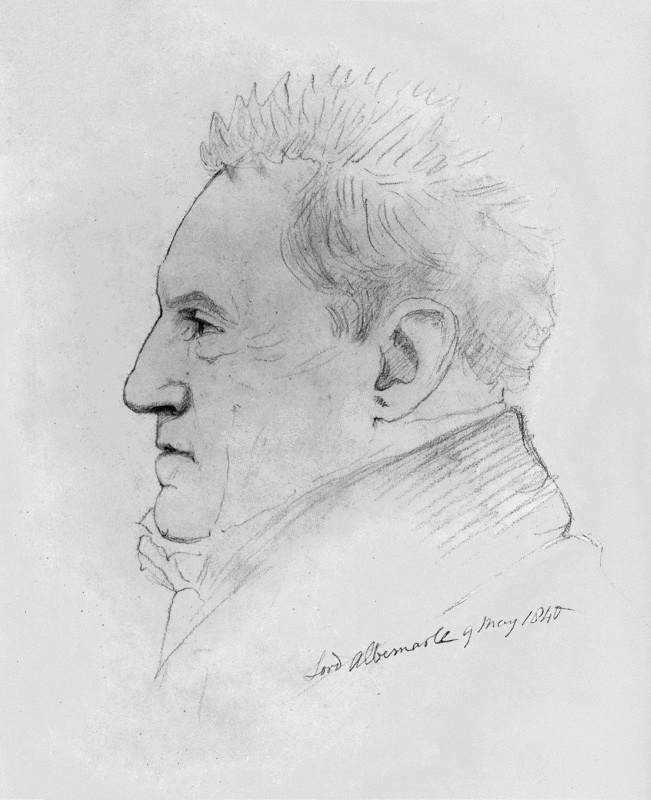
Hrabia Albemarle, Koniuszy Królewski

Pierwszy od 1783 r. rząd partii wigów powstał 22 listopada 1830 r. Premierem został Charles Grey, 2. hrabia Grey. Rząd ten przeprowadził reformę wyborczą w 1832 r. i zniósł niewolnictwo w Imperium Brytyjskim w 1833 r. 9 lipca 1834 r. Grey zrezygnował ze stanowiska premiera i wycofał się z życia publicznego.
Członków ścisłego gabinetu wyróżniono tłustym drukiem.

## Skład rządu
| Urząd                                                   | Imię i nazwisko | Kadencja                                     |
| ------------------------------------------------------- | --- | -------------------------------------------- |
| Premier Pierwszy lord skarbu Przewodniczący Izby Lordów | Charles Grey, 2. hrabia Grey | 1830–1834                                    |
|                                                         | |                                              |
| Kanclerz skarbu Przewodniczący Izby Gmin                | John Spencer, wicehrabia Althorp | 1830–1834                                    |
| Finansowy sekretarz skarbu                              | Thomas Rice Francis Baring | 1830–1834 1834                               |
| Parlamentarny sekretarz skarbu                          | Edward Ellice Charles Wood | 1830–1832 1832–1834                          |
| Młodsi lordowie skarbu                                  | George Nugent-Grenville, 2. baron Nugent Robert Vernon Smith Francis Baring George Ponsonby Thomas Francis Kennedy Robert Graham of Redgorton George Byng | 1830–1832 1830–1834 1832–1834 1834           |
| Lord kanclerz                                           | Henry Brougham, 1. baron Brougham i Vaux | 1830–1834                                    |
| Lord przewodniczący Rady                                | Henry Petty-Fitzmaurice, 3. markiz Lansdowne | 1830–1834                                    |
| Lord tajnej pieczęci                                    | John Lambton, 1. hrabia Durham Frederick Ribonson, 1. hrabia Ripon George Howard, 6. hrabia Carlisle                                                      | 1830–1833 1834–1834 1834                     |
| Minister spraw wewnętrznych                             | William Lamb, 2. wicehrabia Melbourne | 1830–1834                                    |
| Podsekretarz stanu w ministerstwie spraw wewnętrznych   | George Lamb Henry Grey, wicehrabia Howick | 1830–1834 1834                               |
| Minister spraw zagranicznych                            | Henry Temple, 3. wicehrabia Palmerston | 1830–1834                                    |
| Podsekretarz stanu w ministerstwie spraw zagranicznych  | George Shee | 1830–1834                                    |
| Minister wojny i kolonii                                | Frederick Robinson, 1. wicehrabia Goderich Edward Stanley Thomas Rice                                                                                     | 1830–1833 1834–1834 1834                     |
| Podsekretarz stanu w ministerstwie wojny i kolonii      | Henry Grey, wicehrabia Howick John Shaw-Lefevre | 1830–1834 1834                               |
| Pierwszy lord Admiralicji                               | James Graham George Eden, 2. baron Auckland | 1830–1834 1834                               |
| Sekretarz przy Admiralicji                              | George Elliot | 1830–1834                                    |
| Cywilny lord Admiralicji                                | Henry Labouchere | 1832–1834                                    |
| Przewodniczący Rady Kontroli                            | Charles Grant | 1830–1834                                    |
| Sekretarz Rady Kontroli                                 | Dudley Ryder, wicehrabia Sandon Thomas Hyde Villiers Thomas Macaulay Robert Gordon James Alexander Steward Mackenzie                                      | 1830–1831 1831–1832 1832–1833 1834–1834 1834 |
| Kanclerz Księstwa Lancaster                             | Henry Vassall-Fox, 3. baron Holland | 1830–1834                                    |
| Główny sekretarz Irlandii                               | Edward Stanley John Hobhouse | 1830–1833 1834–1834                          |
| Lord namiestnik Irlandii                                | Henry Paget, 1. markiz Anglesey Richard Wellesley, 1. markiz Wellesley                                                                                    | 1830–1833 1834–1834                          |
| Zarządca mennicy                                        | George Eden, 2. baron Auckland James Abercrmoby | 1830–1834 1834                               |
| Paymaster-General                                       | lord John Russell | 1830–1834                                    |
| Minister bez teki                                       | George Howard, 6. hrabia Carlisle | 1830–1834                                    |
| Poczmistrz generalny                                    | Charles Gordon-Lennox, 5. książę Richmond Francis Conyngham, 2. markiz Conyngham                                                                          | 1830–1834 1834                               |
| Przewodniczący Zarządu Handlu Skarbnik Floty            | George Eden, 2. baron Auckland Charles Thomson | 1830–1834 1834                               |
| Wiceprzewodniczący Zarządu Handlu                       | Charles Thomson Henry Labouchere | 1830–1834 1834                               |
| Sekretarz ds. wojny                                     | Charles Watkin Williams-Wynn Henry Parnell John Hobhouse Edward Ellice                                                                                    | 1830–1831 1831–1832 1832–1833 1834–1834      |
| Pierwszy komisarz ds. lasów                             | George Ellis John Ponsonby, wicehrabia Duncannon | 1830–1831 1831–1834                          |
| Skarbnik Floty                                          | Charles Thomson | 1830–1834                                    |
| Generał artylerii                                       | James Kempt | 1830–1834                                    |
| Zastępca generała artylerii                             | William Leader Maberley Charles Richard Fox | 1831–1832 1832–1834                          |
| Skarbnik artylerii                                      | Charles Tennyson Thomas Francis Kennedy William Leader Maberley Andrew Leith Hay                                                                          | 1830–1832 1832 1832–1834 1834                |
| Zaopatrzeniowiec artylerii                              | Henry Duncan | 1830–1834                                    |
| Prokurator generalny                                    | Thomas Denman William Horne John Campbell | 1830–1832 1832–1834 1834                     |
| Radca generalny Anglii i Walii                          | William Horne John Campbell Charles Pepys | 1830–1832 1832–1834 1834                     |
| Najwyższy Sędzia Wojskowy                               | Robert Grant Robert Cutlar Fergusson | 1830–1834 1834                               |
| Lord adwokat                                            | Francis Jeffrey John Murray | 1830–1834 1834                               |
| Solicitor General dla Szkocji                           | Henry Cockburn | 1830–1834                                    |
| Prokurator generalny dla Irlandii                       | Edward Pennefather Francis Blackburne | 1830–1831 1831–1834                          |
| Solicitor General dla Irlandii                          | Philip Cecil Crampton | 1830–1834                                    |
| Lord steward                                            | Richard Wellesley, 1. markiz Wellesley George Campbell, 6. książę Argyll                                                                                  | 1830–1833 1834–1834                          |
| Lord szambelan                                          | William Cavendish, 6. książę Devonshire | 1830–1834                                    |
| Wiceszambelan Dworu Królewskiego                        | George Chichester, hrabia Belfastu | 1830–1834                                    |
| Koniuszy królewski                                      | William Keppel, 4. hrabia Albemarle | 1830–1834                                    |
| Skarbnik Dworu Królewskiego                             | William Henry Fremantle | 1830–1834                                    |
| Kontroler Dworu Królewskiego                            | lord Robert Grosvenor | 1830–1834                                    |
| Kapitan Gentelmen Pensioners                            | Thomas Foley, 3. baron Foley Thomas Foley, 4. baron Foley                                                                                                 | 1830–1833 1834–1834                          |
| Kapitan Ochotników Gwardii                              | Ulick de Burgh, 1. markiz Clanricarde | 1830–1834                                    |
| Opiekun stajni królewskich                              | Thomas Anson, 1. hrabia Lichfield | 1830–1834                                    |